# Тагола (Вашингтон)
Тагола (англ. Taholah) — переписна місцевість (CDP) в США, в окрузі Ґрейс-Гарбор штату Вашингтон. Населення — 776 осіб (2020).

## Географія
Тагола розташована за координатами 47°19′39″ пн. ш. 124°16′32″ зх. д. / 47.32750° пн. ш. 124.27556° зх. д. (47.327423, -124.275623).  За даними Бюро перепису населення США в 2010 році переписна місцевість мала площу 9,13 км², з яких 8,96 км² — суходіл та 0,18 км² — водойми.

### Клімат
Місто знаходиться у зоні, котра характеризується морським кліматом. Найтепліший місяць — серпень із середньою температурою 13.8 °C (56.9 °F). Найхолодніший місяць — січень, із середньою температурою 5.1 °С (41.2 °F).
| Клімат Таголи           | Клімат Таголи | Клімат Таголи | Клімат Таголи | Клімат Таголи | Клімат Таголи | Клімат Таголи | Клімат Таголи | Клімат Таголи | Клімат Таголи | Клімат Таголи | Клімат Таголи | Клімат Таголи | Клімат Таголи |
| Показник                | Січ.          | Лют.          | Бер.          | Квіт.         | Трав.         | Черв.         | Лип.          | Серп.         | Вер.          | Жовт.         | Лист.         | Груд.         | Рік           |
| Абсолютний максимум, °C | 19,4          | 23,3          | 19,4          | 23,3          | 27,8          | 31,7          | 29,4          | 31,1          | 28,3          | 24,4          | 26,1          | 17,8          | 31,7          |
| Середній максимум, °C   | 8,4           | 9,6           | 10            | 11,8          | 14,1          | 15,7          | 16,8          | 17,2          | 17,2          | 14,8          | 11,5          | 9,2           | 13,1          |
| Середня температура, °C | 5,1           | 6,2           | 6,2           | 8             | 10,3          | 12,3          | 13,5          | 13,8          | 13,2          | 10,9          | 7,8           | 6             | 9,4           |
| Середній мінімум, °C    | 1,8           | 2,8           | 2,5           | 4,1           | 6,6           | 8,8           | 10,2          | 10,4          | 9,3           | 6,9           | 4,2           | 2,7           | 5,9           |
| Абсолютний мінімум, °C  | −11,1         | −7,8          | −4,4          | −2,8          | −2,2          | 1,1           | 0,6           | 1,1           | 1,7           | −5            | −10           | −11,7         | −11,7         |
| Норма опадів, мм        | 312           | 260           | 243           | 155           | 98            | 68            | 48            | 59            | 104           | 221           | 313           | 345           | 2227          |
| Днів з опадами          | 22            | 19            | 20            | 17            | 13            | 11            | 8             | 9             | 11            | 17            | 20            | 23            | 190           |
| ----------------------- | ------------- | ------------- | ------------- | ------------- | ------------- | ------------- | ------------- | ------------- | ------------- | ------------- | ------------- | ------------- | ------------- |
| Джерело: Weatherbase    |               |               |               |               |               |               |               |               |               |               |               |               |               |

## Демографія
Згідно з переписом 2010 року, у переписній місцевості мешкало 840 осіб у 226 домогосподарствах у складі 178 родин. Густота населення становила 92 особи/км².  Було 239 помешкань (26/км²).
Расовий склад населення:
| - 89,3 % — корінних американців - 6,8 % — білих - 0,1 % — чорних або афроамериканців - 0,1 % — азіатів |

До двох чи більше рас належало 3,2 %. Частка іспаномовних становила 6,9 % від усіх жителів.
За віковим діапазоном населення розподілялося таким чином: 33,0 % — особи молодші 18 років, 59,3 % — особи у віці 18—64 років, 7,7 % — особи у віці 65 років та старші. Медіана віку мешканця становила 27,3 року. На 100 осіб жіночої статі у переписній місцевості припадало 111,1 чоловіків;  на 100 жінок у віці від 18 років та старших — 118,2 чоловіків також старших 18 років.
Середній дохід на одне домашнє господарство  становив 42 308 доларів США (медіана — 29 423), а середній дохід на одну сім'ю — 44 584 долари (медіана — 33 250). За межею бідності перебувало 44,1 % осіб, у тому числі 46,7 % дітей у віці до 18 років та 34,7 % осіб у віці 65 років та старших.
Цивільне працевлаштоване населення становило 226 осіб. Основні галузі зайнятості: освіта, охорона здоров'я та соціальна допомога — 37,6 %, публічна адміністрація — 32,7 %, мистецтво, розваги та відпочинок — 7,1 %, сільське господарство, лісництво, риболовля — 5,8 %.